# Martin Crimp
Martin Andrew Crimp (* 14. února 1956, Dartford, Kent, Anglie) je současný britský dramatik a překladatel.
Někdy je přiřazován k dramatice "in-yer-face", která se nejvíce projevila v 90. letech v Británii, v češtině se pro "in-yer-face" užívá spíše termínu "cool" nebo "coolness dramatika". Crimp se však tomuto označení brání.  Crimp ukazuje mezilidské vztahy jako vyprázdněné a deprimující - jeho postavy neprožívají (a ani nedokáží prožít) lásku nebo radost. Crimpův styl se vyznačuje strohým dialogem, kdy si citově zmrzačené postavy drží emocionální odstup od dění. Zajímá se více o formální a jazykovou vybroušenost svých her, než o příběh. Je též označován jako autor postdramatický.

## Život a dílo
Syn Johna Crimpa, drážního inženýra společnosti British Rail, a Jennie Crimpové. V roce 1960 se jeho rodina přestěhovala do Streathamu, kde chodil do místní základní školy, než dostal stipendium na Dulwich College. Jeho otec byl však přeložen do Yorku, a proto Crimp navštěvoval nedalekou Pocklington School, kde se projevilo jeho nadání pro jazyky, hudbu, anglickou literaturu a divadlo. V letech 1975 - 78 studoval angličtinu na St Catharine's College na univerzitě Cambridge, kde napsal svou první hru Clang, kterou uvedl jeho spolužák Roger Michell.  Dříve než se etabloval jako dramatik a překladatel, napsal povídkovou knihu An Anatomy a román Still Early Days.
Jeho prvních šest her bylo uvedeno v londýnském divadle Orange Tree Theatre v Richmondu. V rozhovoru s Marshou Hanlonovou v roce 1991 ke svým začátkům v divadle říká: " Byl jsem pozván na workshop Orange Tree pro místní dramatiky [v září 1981], a tak jsem napsal Living Remains a Orange Tree mou hru uvedlo - byla to má vůbec první uvedená hra! Byl jsem tak vzrušený, že jsem ani neuvažoval o prostoru, kde se představení odehrálo [místnost nad hospodou], ale teď si uvědomuji, že tento prostor Orange Tree dodal hře svou intimností a jednoduchostí zvláštní přídech rozechvění."
Sedm z jeho her a překlad Ionescova Nosorožce byl uveden v londýnském divadle Royal Court, kde byl v roce 1997 rezidentním dramatikem. Jeho hry se dnes hrají po celé Evropě. Do angličtiny překládá hry evropských dramatiků, zejména z francouzštiny.
Jeho pravděpodobně nejoceňovanější, nejodvážnější a nejexperimentálnější je hra Pokusy o její život, která měla premiéru v roce 1997 v Royal Court. Od té doby byla již přeložena do více než dvaceti jazyků.
V této hře nejsou repliky rozděleny postavám, žádné totiž nejsou uvedeny, a Crimp ani neuvádí, kolik herců by mělo text hrát. V sedmnácti zdánlivě nesouvisejících obrazech se různé skupiny lidí pokouší, často protichůdně, popsat hlavní hrdinku hry, která však není na scéně přítomná. Mluví o ní jako o ženě, která je (v různých obrazech) teroristka, dcera truchlících rodičů, umělkyně nebo auto. Záměrně fragmentární text nutí publikum k tomu, aby přehodnotilo své vnímání dramatu a zkusilo prohlédnout skrze předem vytvořená očekávání na modely, které si o zobrazování reality na divadle vytváříme.
Několik jeho her bylo přeloženo do češtiny a od roku 1994 se pravidelně hrají na českých scénách.

## Hry přeložené do češtiny
- The Treatment - Story: Jitka Sloupová (1994)
  - Inscenace: Divadlo Na zábradlí Praha (1994), Divadlo Petra Bezruče Ostrava (2005), Studio Marta při JAMU Brno (2005)
- Attempts on Her Life - Pokusy o její život: David Drozd (2001) 
  - Inscenace: Divadlo Na zábradlí Praha (2001), Studio Marta při JAMU Brno (2004)
- Attempts on Her Life - Pokusy o její život: Vladimír Čepek a Ján Šimko (2002)
  - Inscenace: Divadlo M.U.T. v Paláci Akropolis Praha (2002)
- The Country - Venkov: Jitka Sloupová (2002) 
  - Inscenace: Národní divadlo v Divadle Kolowrat Praha (2002)[3], divadlo OLDstars Praha (2009)[4], Buranteatr Brno (2010)[5]
- Face to the Wall - Tváří ke zdi: Ondřej Formánek (2005) 
  - Inscenace. Divadlo Rokoko MDP Praha (2005)
- Fewer Emergencies - Mimořádné události Julek Neumann (2006) 
  - Inscenace: Národní divadlo v Divadle Kolowrat Praha (2006)[6], Divadlo Feste Brno (2011)[7]
- In the Republic of Happiness - V Republice Štěstí Jakub Škorpil (2014) 
  - Inscenace: Divadlo Letí Praha (2014)[8]

## Hry
- Love Games (spolu s Howardem Curtisem, Orange Tree Theatre lunchtime 1982)
- Living Remains (Orange Tree lunchtime 1982)
- Four Attempted Acts (Orange Tree 1984)
- A Variety of Death-Defying Acts (Orange Tree 1985)
- Definitely the Bahamas (Orange Tree 1987)
- Dealing with Clair (Orange Tree 1988)
- Play with Repeats (Orange Tree 1989)
- No One Sees the Video (Royal Court, Theatre Upstairs 1990)
- Getting Attention (Royal Court, Theatre Upstairs 1991)
- The Treatment (Royal Court 1993)
- Attempts on Her Life (Royal Court 1997; National Theatre, Lyttelton, 2007)
- The Country (Royal Court 2000, Tabard Theatre 2008)
- Face to the Wall (Royal Court 2002)
- Cruel and Tender (Young Vic 2004)
- Fewer Emergencies (Royal Court, Theatre Upstairs 2005)
- The City (Royal Court, Jerwood Theatre Downstairs 2008)
- In the Republic of Happiness (Royal Court Theatre 2012)

## Překlady
- The Misanthrope (Molière) (Young Vic 1996)
- The Chairs (Ionesco) (Theatre Royal Bath 1997)
- Roberto Zucco (Koltès) (RSC The Other Place, Stratford 1997)
- The Maids (Genet) (Young Vic 1999)
- The Triumph of Love (Marivaux) (Almeida 1999)
- The False Servant (Marivaux) (National Theatre 2004)
- The Seagull (Chekhov) (National Theatre 2006)
- Rhinoceros (Ionesco) (Royal Court 2007)
- The Misanthrope (Molière) (Comedy Theatre 2009)
- Pains of Youth (Bruckner) (National Theatre 2009)
- Big and Small Strauß), inscenace z roku 2011 v Sydney Theatre Company ve spolupráci s Barbican Centre v Londýně, Théâtre de la Ville v Paříži, Vienna Festivalem a Ruhrfestspiele Recklinghausen; s Cate Blanchett v roli Lotte.